# مهندسی زیستی
مهندسی زیست‌شناختی (به انگلیسی: Biological engineering) یا زیست‌مهندسی (به انگلیسی: Bioengineering) به کاربرد مفاهیم و روش‌های زیستی (و در درجه بعد علوم فیزیک، شیمی، ریاضیات و رایانه) برای حل مشکلات مرتبط با علوم زیستی یا کاربردهای آن اشاره دارد. در حالیکه مهندسی سنتی از ریاضیات و فیزیک برای تجزیه و تحلیل، طراحی و ساخت ابزارها، ساختارها و فرآیندهایی بی جان استفاده می‌کند، مهندسی زیستی از دانش زیست‌شناسی مولکولی، که طی سال‌های گذشته توسعه فراوانی داشته، برای مطالعه و استفاده‌های کاربردی پیشرفته از ارگانیسم‌ها و همچنین توسعه زیست‌فناوری استفاده می‌کند.
ساخت ماشین‌های زیستی و چاپگرهای ۳بعدی که مواد را در یک مقیاس مولکولی نظم می‌دهند از جمله مباحثی هستند که در این حوزه از علم مطرح هستند. تجزیه و تحلیل‌های مهندسی پایه‌های این مورد شمرده می‌شوند. در سنت مهندسی تحلیل، طراحی و ساخت اشیاء مد نظر است، حال آن که زیست مهندسی به جانداران می‌پردازد.
مهندسی زیستی صنعتی به ساخت اندام‌های مصنوعی با استفاده از ابزارهای فنی یا یافتن روش‌هایی برای بهبود نمو اندام‌ها و بافت‌ها از طریق روش‌های پزشکی بازساختی می‌پردازد از این اندام‌ها و بافت‌های ساخته شده برای جبران عملکرد فیزیکولوژی (مهندسی زیست پزشکی) در برخی بیماری‌ها استفاده می‌شود. همچنین ایجاد ارگانیسم‌های تغییریافته ژنتیکی یعنی گیاهان کشاورزی و حیوانات و همچنین طراحی مولکولی محصولاتی با ویژگی‌های مناسب (مهندسی پروتئین، آنزیم‌شناسی مهندسی) را شامل می‌شود. جنبه‌های غیرپزشکی زیست مهندسی با زیست فناوری و نانوفناوری و چاپ سه بعدی در ارتباط است.
یک کاربرد بسیار مهم این حوزه، تجزیه و تحلیل و راه حل‌های مقرون به صرفه مشکلات مرتبط با سلامتی انسان (زیست مهندسی انسان) است. این حوزه بسیار کلی بوده و مباحث مختلفی را پوشش می‌دهد. برای مثال بیومیمتیک نیز شاخه ای از مهندسی زیست است که در پی یافتن راه‌های است که در آن ساختارها و عملکردهای ارگانیسم زنده بتوانند به عنوان مدل‌های برای طراحی و مهندسی مواد و ماشین‌ها استفاده شوند.
ممکن است تشخیص تفاوت بین مهندسی زیستی و مهندسی زیست پزشکی امکان‌پذیر نباشد. به طوری که بسیاری از دانشگاه‌ها به شکل آزادانه ای اصطلاحات زیست مهندسی و مهندسی زیست پزشکی را بجای یکدیگر استفاده می‌کنند. مهندسان زیست پزشکی به‌طور ویژه ای بر روی کاربرد زیست و دیگر علوم در جهت نوآوری‌های پزشکی متمرکز شده‌اند. در حالیکه مهندسان زیستی عمدتاً روی کاربرد اصول مهندسی زیستی اما نه لزوماً برای مصارف پزشکی متمرکز شده‌اند. از این رو نه مهندسی زیستی و نه مهندسی زیست پزشکی کاملاً در هم آمیخته نیستند و محصولات هریک می‌توانند برای دیگری استفاده شوند (دومی شامل مهندسی سیستم‌های زیستی ویژه است).

## توصیف
مهندسان زیستی یا زیست مهندسان، مهندسانی هستند که از اصول زیست و ابزارهای مهندسی برای ایجاد محصولات پایدار، کاربردی، قابل لمس و اقتصادی استفاده می‌کنند.
مهندسان زیستی دانش و تجربه‌های حاصل از تعدادی از علوم محض و کاربردی مانند انتقال جرم و حرارت، سینتیک، کاتالیزورهای حیاتی، بیومکانیک، بیوانفورماتیک، جداسازی و فرآیندهای تخلیص، طراحی بیوراکتورها، مکانیک سیالات، ترمودینامیک و علم پلیمر را به کار می‌برند. این‌ها برای طراحی دستگاه‌های پزشکی، تجهیزات تشخیصی، مواد زیست سازگار، انرژی زیستی تجدیدپذیر، مهندسی محیط زیست، مهندسی کشاورزی و دیگر حوزه‌های بهبود دهنده زندگی جوامع بشری استفاده می‌شوند.
به‌طور کلی، مهندسان زیستی در تلاش هستند که از سیستم‌های زیستی برای خلق محصولات یا اصلاح و کنترل سیستم‌های زیستی تقلید کنند به طوریکه بتوانند فرآیندهای مکانیکی و شیمیایی را جایگزین، تقویت یا پیش‌بینی کنند. مهندسان زیستی می‌توانند تخصصشان را در دیگر کاربردهای مهندسی و زیست فناوری شامل اصلاح ژنتیکی گیاهان و میکروارگانیسم‌ها، مهندسی زیست فرایندها و زیست کاتالیست‌ها نیز به کار برند.
از آنجایی که دیگر رشته‌های مهندسی نیز به ارگانیسم‌های زنده (برای مثال پروتز در مهندسی زیست مکانیکی) می‌پردازند اصطلاح مهندسی زیستی می‌تواند به‌طور گسترده‌ای شامل مهندسی کشاورزی و زیست فناوری شود که به شکل ویژه ای می‌توانند برای اهداف غیرپزشکی استفاده شوند. در حقیقت، بسیاری از بخش‌های مهندسی کشاورزی در دانشگاه‌های سرتاسر جهان خود را با عنوان مهندسی زیست و کشاورزی یا مهندسی زیست سیستم‌ها و کشاورزی تجاری ساخته‌اند.
مهندسی کشاورزی همچنین به وسیلهٔ تعداد زیادی از کالج‌ها زیست مهندسی نامیده می‌شود. بقیه کالج‌ها نیز زیست پزشکی را که در حال رشد سریعی است به عنوان زیست مهندسی معرفی می‌کنند. بر اساس موسسات و مرزهای تعریفی خاص، تعدادی از حوزه‌های زیست مهندسی طبقه‌بندی شده‌اند (توجه داشته باشید که اینها ممکن است با هم تداخل کنند):
- مهندسی سیستم‌های زیستی
- مهندسی زیست پزشکی: فناوری زیست پزشکی، تشخیص‌های زیست پزشکی، درمان زیست پزشکی، زیست مکانیک‌ها، زیست مواد
- مهندسی ژنتیک (هر چند در تعبیرات مختلف شامل هر دو مورد بالا نیز می‌شود): زیست‌شناسی مصنوعی، انتقال افقی ژن
- مهندسی زیست فرایندها: طراحی زیست فرایندها، زیست کاتالیست‌ها، زیست جداسازی، بیوانفورماتیک، زیست انرژی
- مهندسی سلولی: مهندسی سلول، مهندسی بافت، مهندسی متابولیک
- بیومیمتیک (علم تقلید حیات): استفاده از دانش بدست آمده از مهندسی معکوس سیستم‌های زنده تکامل یافته به منظور حل کردن مشکلات طراحی دشوار در سیستم‌های مصنوعی.

## پیوند بیرونی
- Bioengineering Unit University of Strathclyde
- Institute of Biological Engineering
- American Institute of Medical and Biological Engineering
- American Society of Agricultural and Biological Engineers
- Society for Biological Engineering part of انجمن مهندسان شیمی آمریکا
- Journal of Biological Engineering, JBE
- University of Pennsylvania Bioengineering
- Interdisciplinary Bioengineering Graduate Program (IBGP), Georgia Institute of Technology
- Binghamton University Department of Bioengineering part of دانشگاه ایالتی نیویورک در بینگهمتون
- Yildiz Technical University Bioengineering Department
- Ege University Department of Bioengineering
- Marmara University Bioengineering Department
- Division of Biological Engineering MuBeta Laboratory part of دانشگاه مانش
- Department of Biological Engineering part of دانشگاه مینهو
- Institute of Biomedical Engineering, UNB
- UC San Diego, Department of Bioengineering, UCSD BE part of دانشگاه کالیفرنیا، سن دییگو
- Department of Bioresource Engineering part of دانشگاه مک‌گیل
- Department of Biological Engineering part of مؤسسه فناوری ماساچوست